# هيروكي إيوكا
هيروكي إيوكا (باليابانية: 井岡弘樹) هو ملاكم ياباني بدأ مسيرته الاحترافية سنة 1986 حيث انتصر في نزاله الأول على الياباني يوكيو يورموتشي بالضربة القاضية. حقق بطولة رابطة الملاكمة العالمية وبطولة المجلس العالمي للملاكمة.

## وصلات خارجية
- هيروكي إيوكا على موقع بوكس ريك (الإنجليزية) (registration required)

- الموقع الرسمي